# Hi Lương
Hi Lương (tiếng Trung: 熙良; 7 tháng 4 năm 1705 – 2 tháng 6 năm 1744) là một hoàng thân của nhà Thanh trong lịch sử Trung Quốc, người thừa kế 1 trong 12 tước vị Thiết mạo tử vương.

## Cuộc đời
Hi Lương sinh vào giờ Dần, ngày 14 tháng 3 (âm lịch) năm Khang Hi thứ 44 (1705), trong gia tộc Ái Tân Giác La. Ông là con trai trưởng của Thuận Thừa Thân vương Tích Bảo, mẹ ông là Đích Phúc tấn Thư Thư Giác La thị (舒舒覺羅氏). Năm Ung Chính thứ 3 (1725), tháng 10, ông được phong làm Phụ quốc công, thụ Tán trật đại thần. Năm thứ 5 (1727), tháng 7, thăng làm Trấn quốc công. Năm thứ 10 (1732), ông được phong làm Thuận Thừa Quận vương Thế tử. Năm thứ 11 (1733), phụ thân ông bị tội nên ông cũng bị cách tước Thế tử, song vào tháng 12 cùng năm, ông được thế tập tước vị Thuận Thừa Quận vương đời thứ 9. Năm Càn Long thứ 9 (1744), ngày 22 tháng 4 (âm lịch), giờ Dần, ông qua đời, thọ 45 tuổi, được truy thụy Thuận Thừa Khác Quận vương (顺承恪郡王).

## Gia quyến

### Thê thiếp
- Đích Phúc tấn: Nạp Lan thị (納拉氏), con gái của Thị độc Học sĩ Sắc Nhĩ Đăng (色爾登).
- Thứ Phúc tấn:
  - Mã Giai thị (馬佳氏), con gái của Mã Triều Tể (馬朝宰).
  - Mã Giai thị (馬佳氏), con gái của Nhất đẳng Hộ vệ Mã Vân Bố (馬雲布).

### Con trai
1. Thái Phỉ Anh A (泰斐英阿; 1728 – 1756), mẹ là Đích Phúc tấn Nạp Lan thị. Năm 1744 được thế tập tước vị Thuận Thừa Quận vương. Sau khi qua đời được truy thụy Thuận Thừa Cung Quận vương (顺承恭郡王). Có sáu con trai.
2. Tôn Thừa (尊承; 1730 – 1737), mẹ là Thứ Phúc tấn Mã Giai thị (con gái của Mã Triều Tể). Chết yểu.
3. Đức Giao (德交; 1732 – 1738), mẹ là Đích Phúc tấn Nạp Lan thị. Chết yểu.
4. Khắc Minh (克明; 1733 – 1798), mẹ là Đích Phúc tấn Nạp Lan thị. Được phong làm Trấn quốc Tướng quân (鎮國將軍). Có hai con trai.
5. Đức Tông (德宗; 1734 – 1784), mẹ là Thứ Phúc tấn Mã Giai thị (con gái của Mã Triều Tể). Được phong làm Phụng ân Tướng quân (奉恩將軍) kiêm Hộ quân Tham lĩnh. Có hai con trai.
6. Đức Anh (德英; 1741 – ?), mẹ là Thứ Phúc tấn Mã Giai thị (con gái của Mã Vân Bố). Có một con trai.
7. Đặc Kinh (特經; 1742 – 1746), mẹ là Thứ Phúc tấn Mã Giai thị (con gái của Mã Vân Bố). Chết yểu.